# Julio Benavides Parra
Julio César Benavides Parra (Lima, Perú, 1977) es un editor, escritor, poeta y gestor cultural peruano. Es fundador de la editorial independiente Vicio Perpetuo, Vicio Perfecto, reconocida por su labor en la difusión de la literatura peruana contemporánea.

## Trayectoria
Julio Benavides Parra estudió comunicación social en la Universidad Nacional Mayor de San Marcos de Perú. Ha sido integrante del Taller de Poesía de la Universidad Nacional de San Marcos y pertenece a la denominada Generación del 2000 en la poesía peruana. 

## Labor editorial
La editorial independiente Vicio Perpetuo, Vicio Perfecto fue fundada en 2011, con el objetivo de promover a nuevos escritores y difundir la identidad peruana a través de la literatura. Desde su fundación, la editorial ha publicado más de 200 títulos, incluyendo libros individuales y antologías de poesía y narrativa como: Sinfonía lírica (2014), La nueva ola (2015), Toque corto, Punto de encuentro, Cónclave para el verso (2018), Andando en cuentos, Concierto lírico y La cuarentena (2020). 

## Obras

### Poesía
- Narciso y sus musas. Editorial Vicio Perpetuo, Vicio Perfecto, Lima, 2013. ISBN 978-612-46507-5-8. .
- Cultura y combi. Editorial ángeles de papel, Lima, 2014. .

### Narrativa
- Buscando a Venus. Editorial Vicio Perpetuo, Vicio Perfecto, Lima, 2015.
- Oídos sordos. Editorial Vicio Perpetuo, Vicio Perfecto, Lima, 2021. ISBN 978-612-4289-50-7. .

### Obra publicada en antologías
- Punto & aparte. Lima, Editorial Vicio Perpetuo, vicio perfecto, 2012. ISBN 978-612-46138-0-7 .
- Todas las voces. Lima, Editorial Vicio Perpetuo, vicio perfecto, 2013. ISBN 978-612-46354-3-4 .
- Sinfonía lírica. Lima, Editorial Vicio Perpetuo, vicio perfecto, 2014. ISBN 978-612-46507-9-6 .
- Mixtura esencial. Lima, Editorial Vicio Perpetuo, vicio perfecto, 2022. ISBN 978-612-4289-60-6 .
- Mixtura esencial. Lima, Editorial Vicio Perpetuo, vicio perfecto, 2024. ISBN 978-612-5147-01-1 .